# Carabus hummeli
Carabus hummeli es una especie de insecto adéfago del género Carabus, familia Carabidae. Fue descrita científicamente por Fischer von Waldheim en 1823.
Habita en China, Mongolia, Corea del Norte y Rusia.